# نبض مؤقت (مسلسل)
نبض مؤقت، مسلسل تلفزيوني كويتي، أنتج وعرض في عام 2021. كتبه مريم القلاف وأخرجه سعود بوعبيد.تدور الاحداث حيث تعاني طيبة مع زوجها طلال من عدم الإنجاب بالرغم من أنها طبيبة أمراض نساء وعقم، ومع محاولة تقبلهما ذلك بنفس راضية، تكتشف طيبة في صدمة كيف عالج طلال حرمانه من الأبوة.

## البطولة
- هيا عبد السلام بدور «طيبة»
- هنادي الكندري بدور «دلال»
- شهاب جوهر بدور «طلال»
- ميثم بدر بدور «عبد الله»
- شوق الهادي بدور «وفاء»
- عبدالعزيز النصار بدور «سلطان»
- روان العلي بدور «منال»
- علي الحسيني بدور «فارس»
- فواز الجبار بدور «منصور»
- فرح  المهدي بدور «روان»
- أحمد السداني بدور «راكان»
- سارة رشاد بدور «منى»
- عذاري بدور «أم فارس»
- نجاح الخطيب بدور «أبو فارس»
- شبنم خان
- عصام الكاظمي
- محمد اشكناني
- مصطفى محمود
- محمد القلاف بدور «عبد الرحمن»
- خديجة الشايع بدور «هند»
- نوف السلطان «شخصيتها الحقيقية»